# Semaine sainte à Palencia

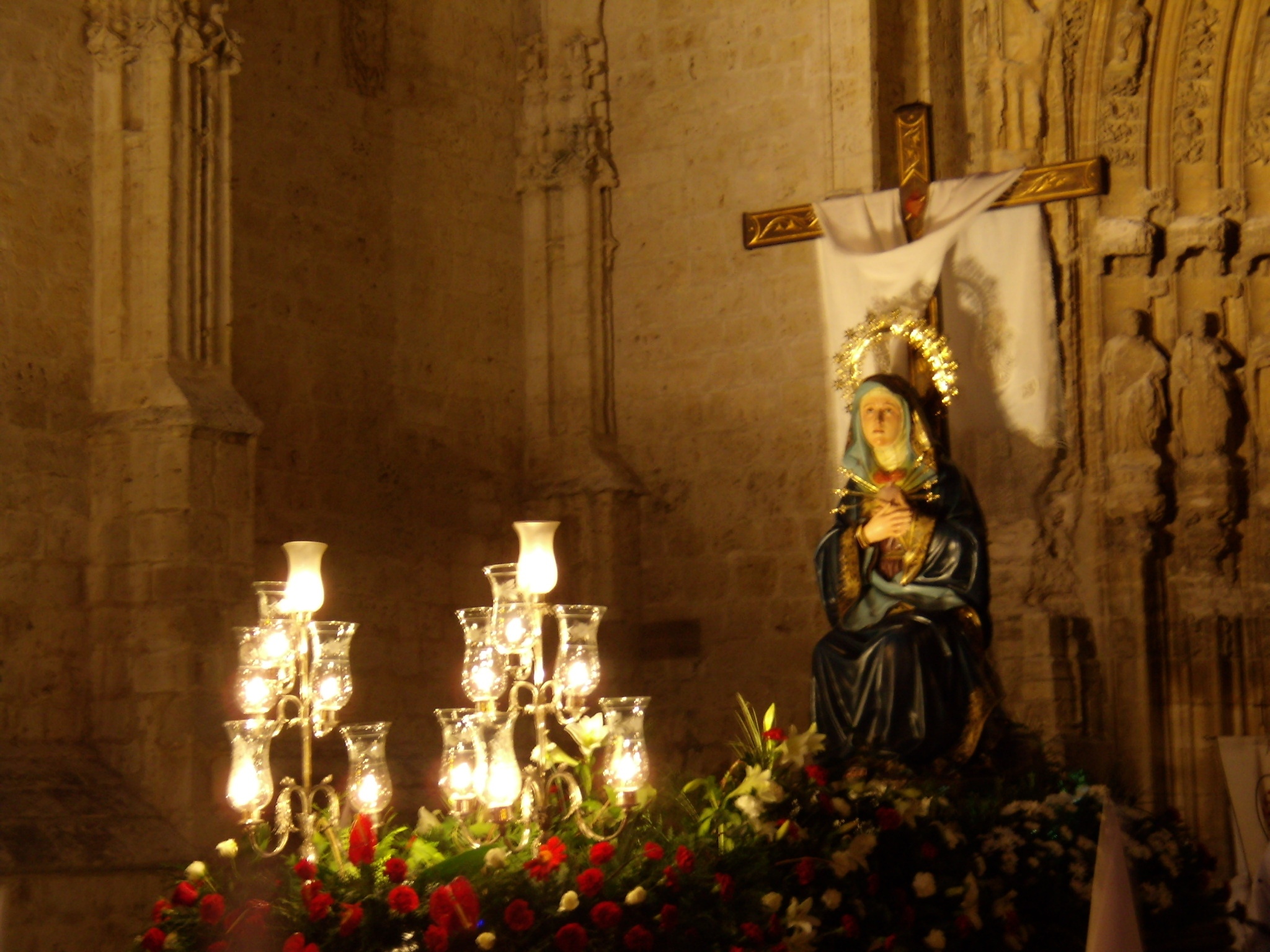
Virgen de los Siete Cuchillos (Vierge des Sept-Couteaux), Notre-Dame des Douleurs sortant de la cathédrale de Palencia le Vendredi saint

La Semaine Sainte à Palencia (ville située au nord de la région de Castille-et-León, Espagne) a été reconnue fête d'intérêt touristique international (Fiesta de interés turístico internacional). Elle se déroule à partir du dimanche des Rameaux.

## Description
Sa principale caractéristique est que cette célébration, solennelle et silencieuse, a un caractère très religieux.
À Palencia il existe huit confréries (la plus ancienne fut fondée en 1407 et s'appelle la "Cofradía del Santo Sepulcro, San Juan Bautista y Archicofradía de las Cinco Llagas de San Francisco") qui dirigent les processions. Elles possèdent environ quarante chars (les "pasos") qui défilent depuis le Samedi de la Passion jusqu'au Dimanche de Pâques.

## Galerie

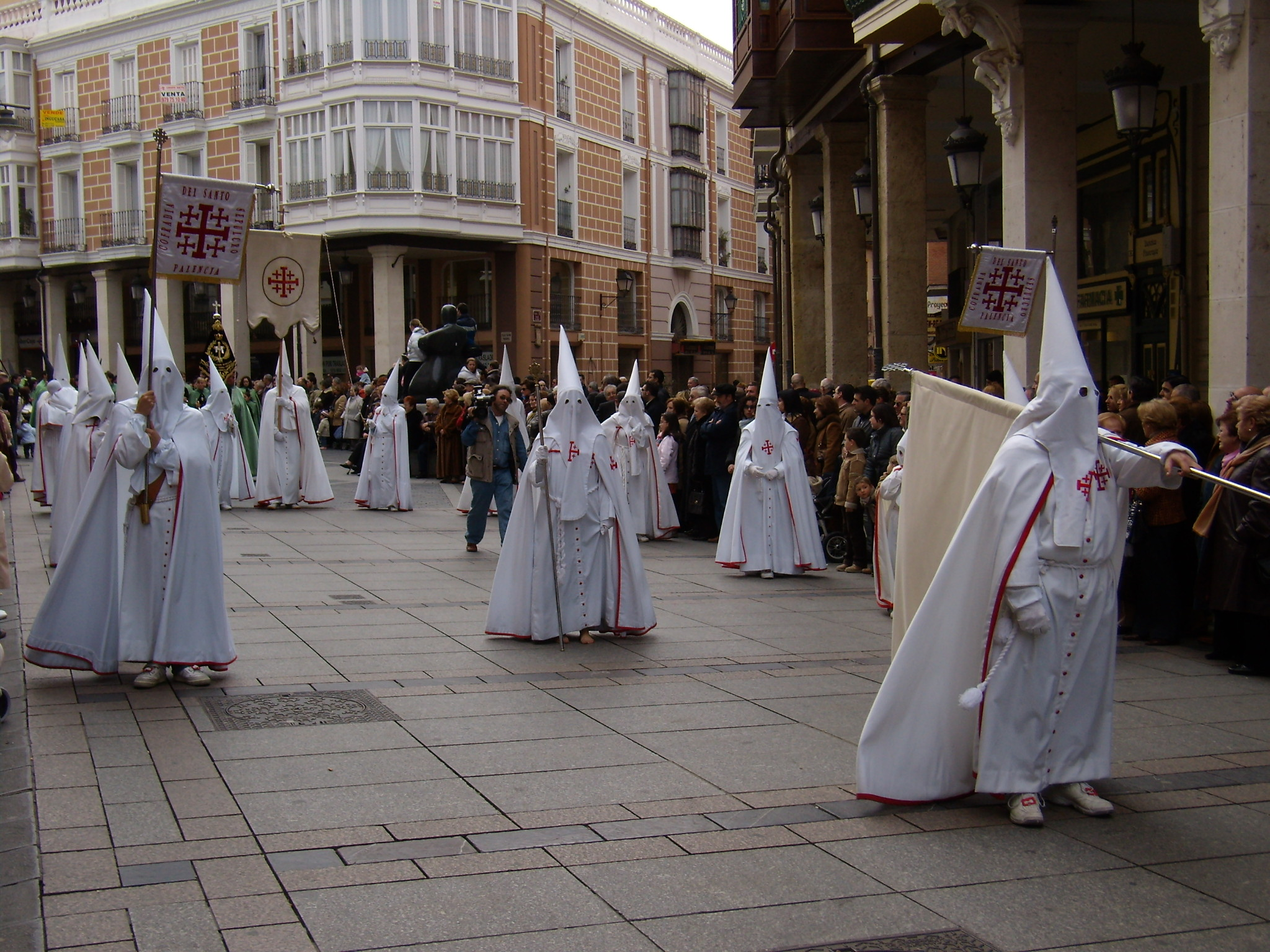
La plus antique cofrérie (Santo Sepulcro)
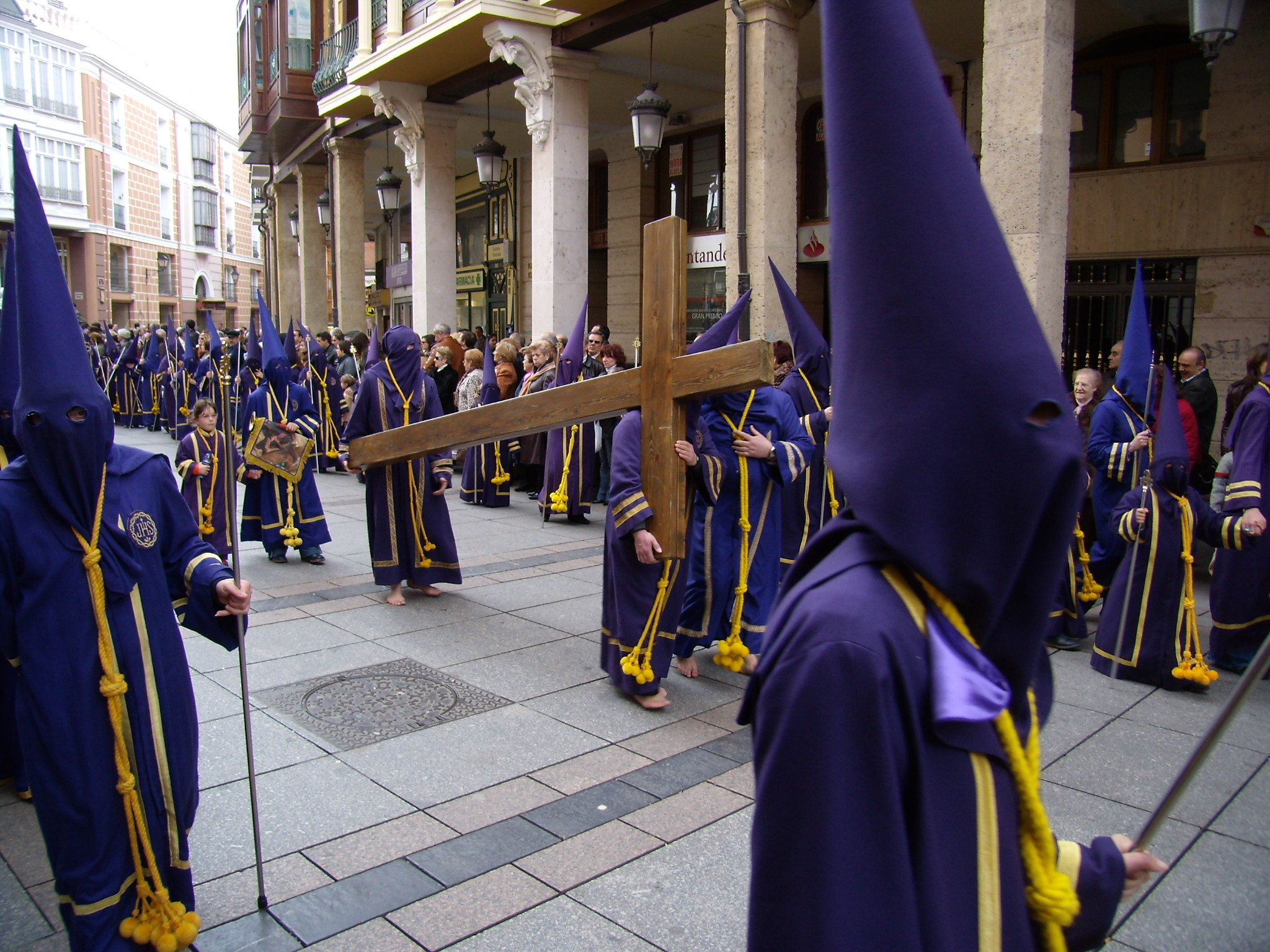
Confrérie du "Jesús Nazareno"
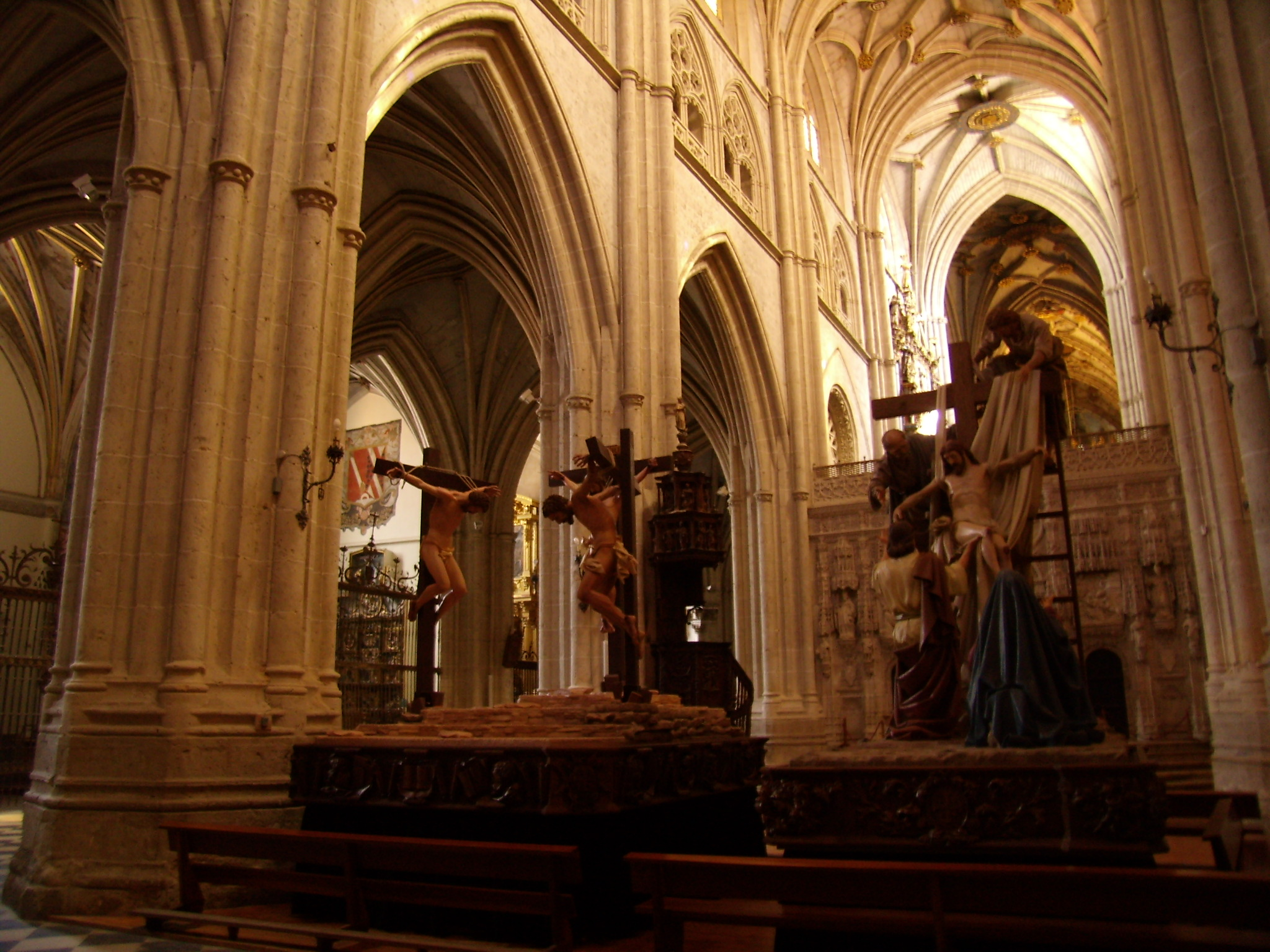
Chars dans la cathédrale.
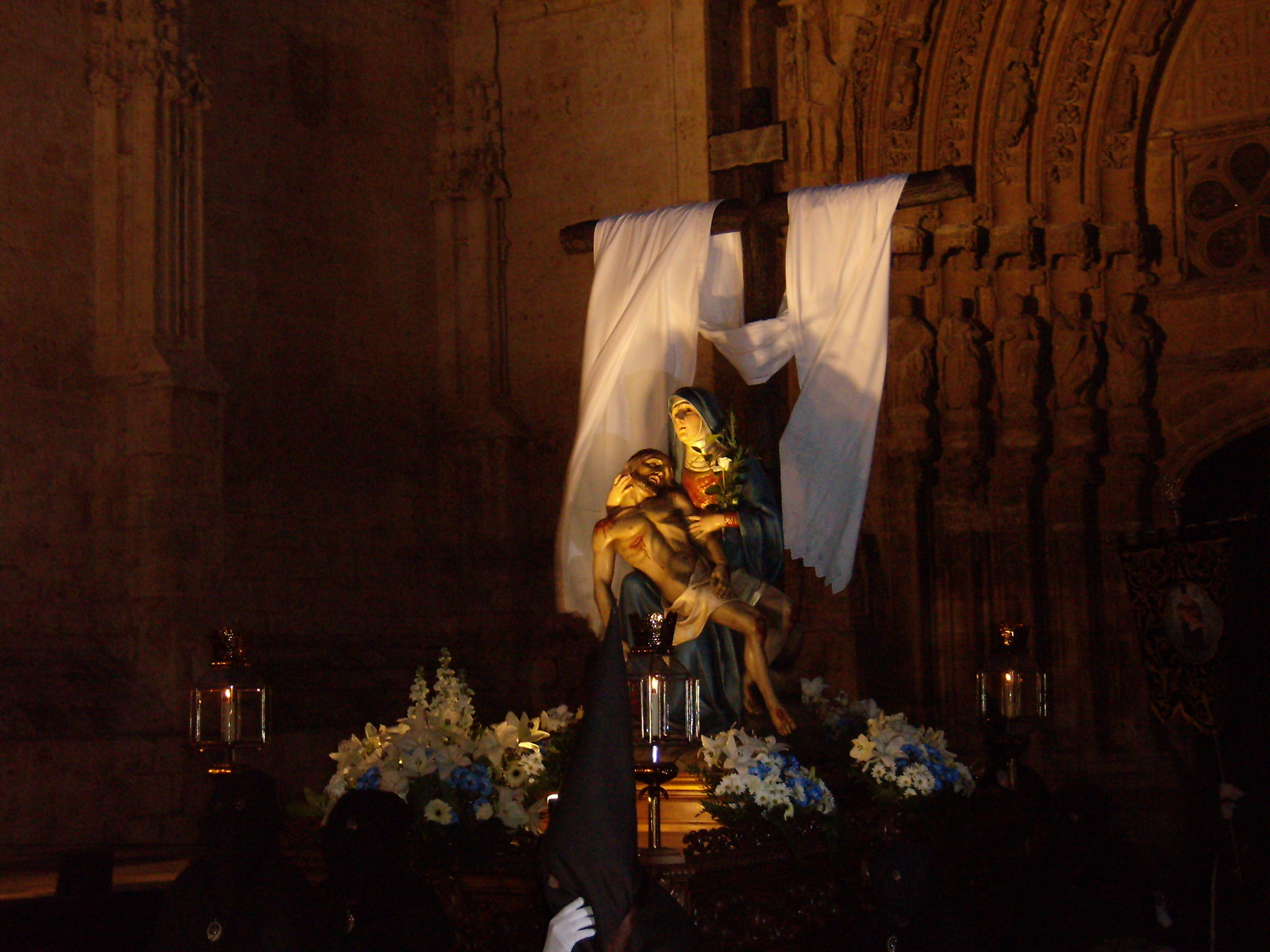
"Virgen de la Piedad" Samedi de la Passion
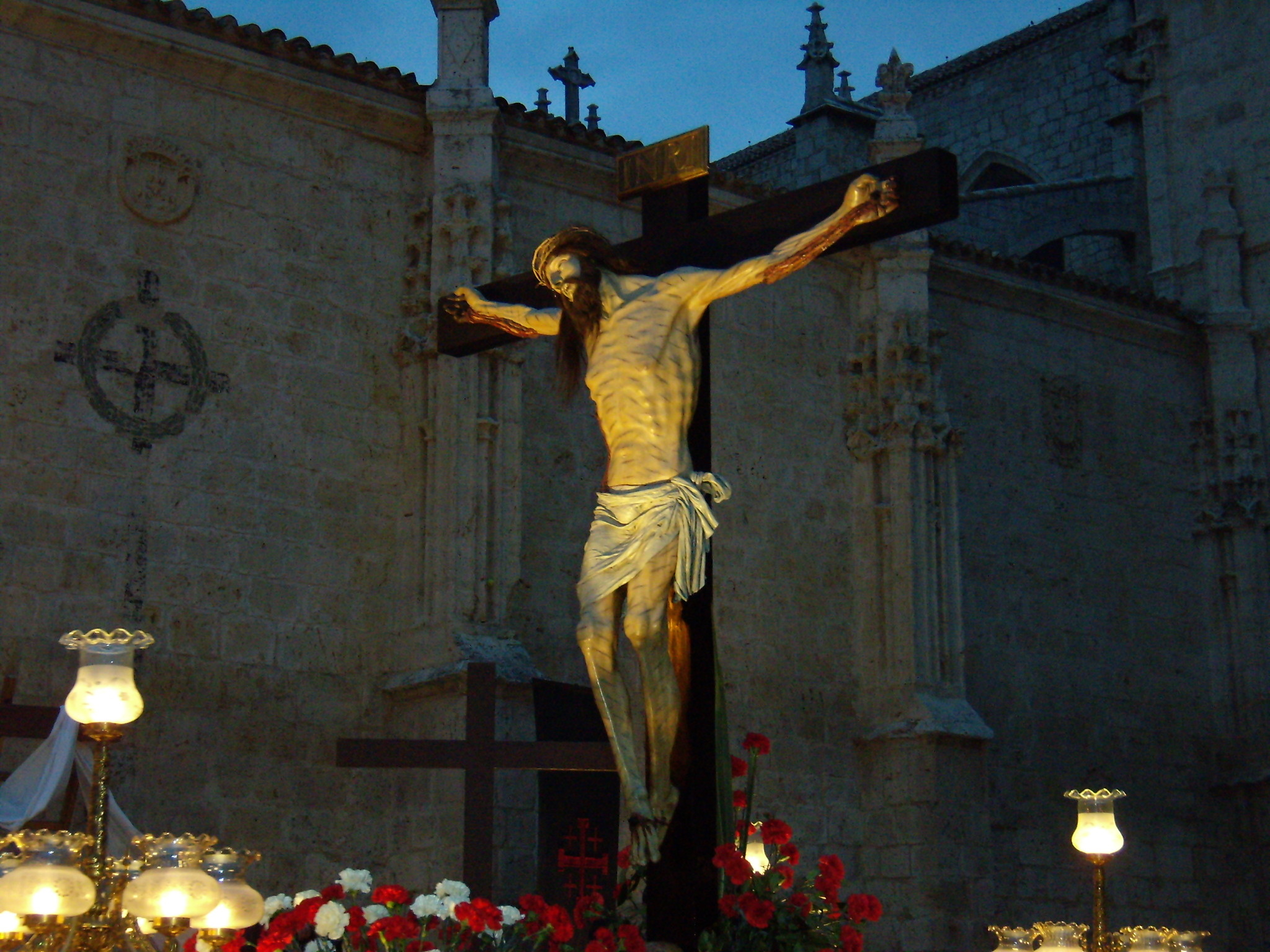
"Santísimo Cristo de la Misericordia" Mercredi Saint
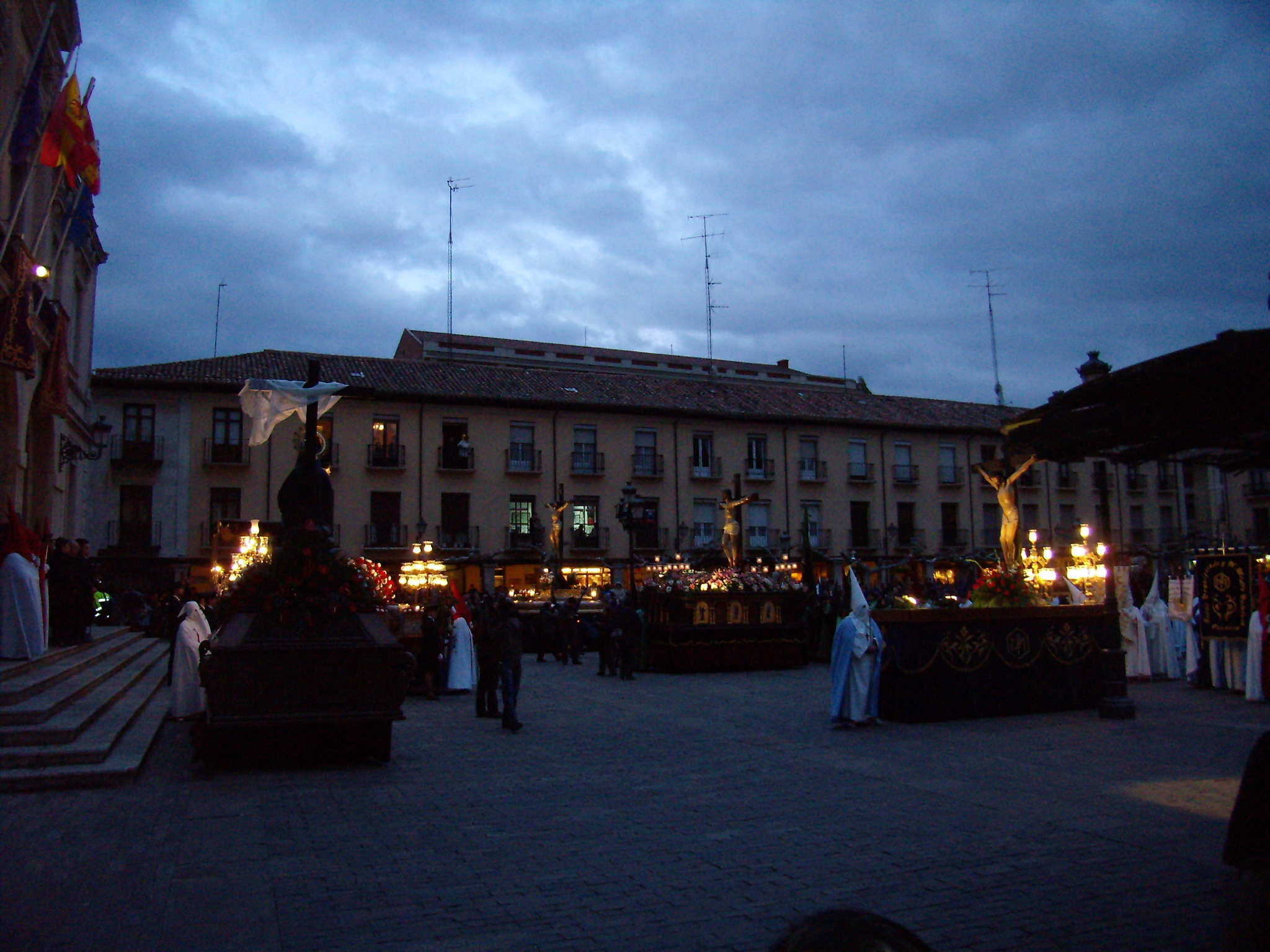
Procesión del Santo Vía-Crucis Mercredi Saint
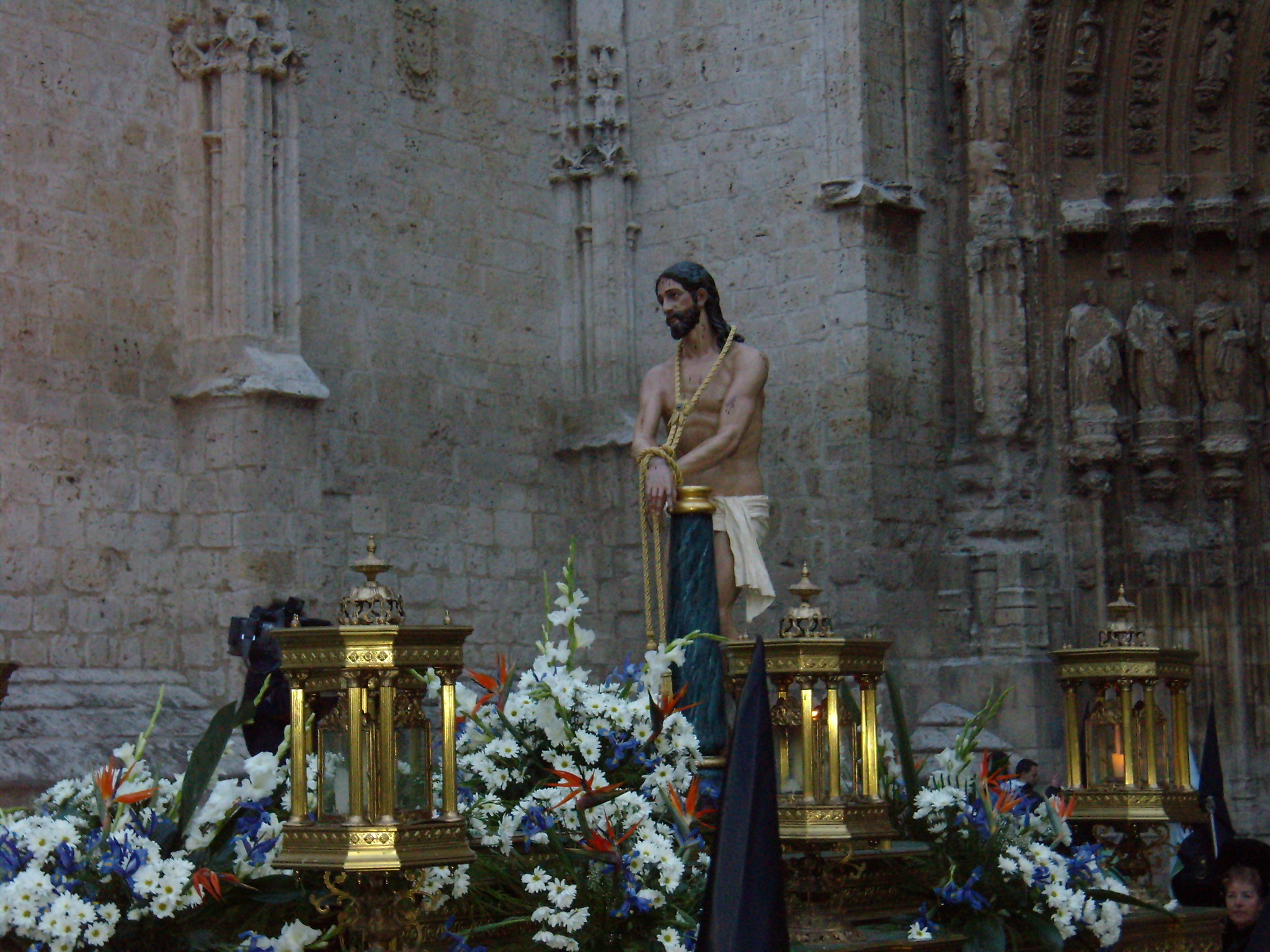
"Cristo atado a la columna" Jeudi Saint
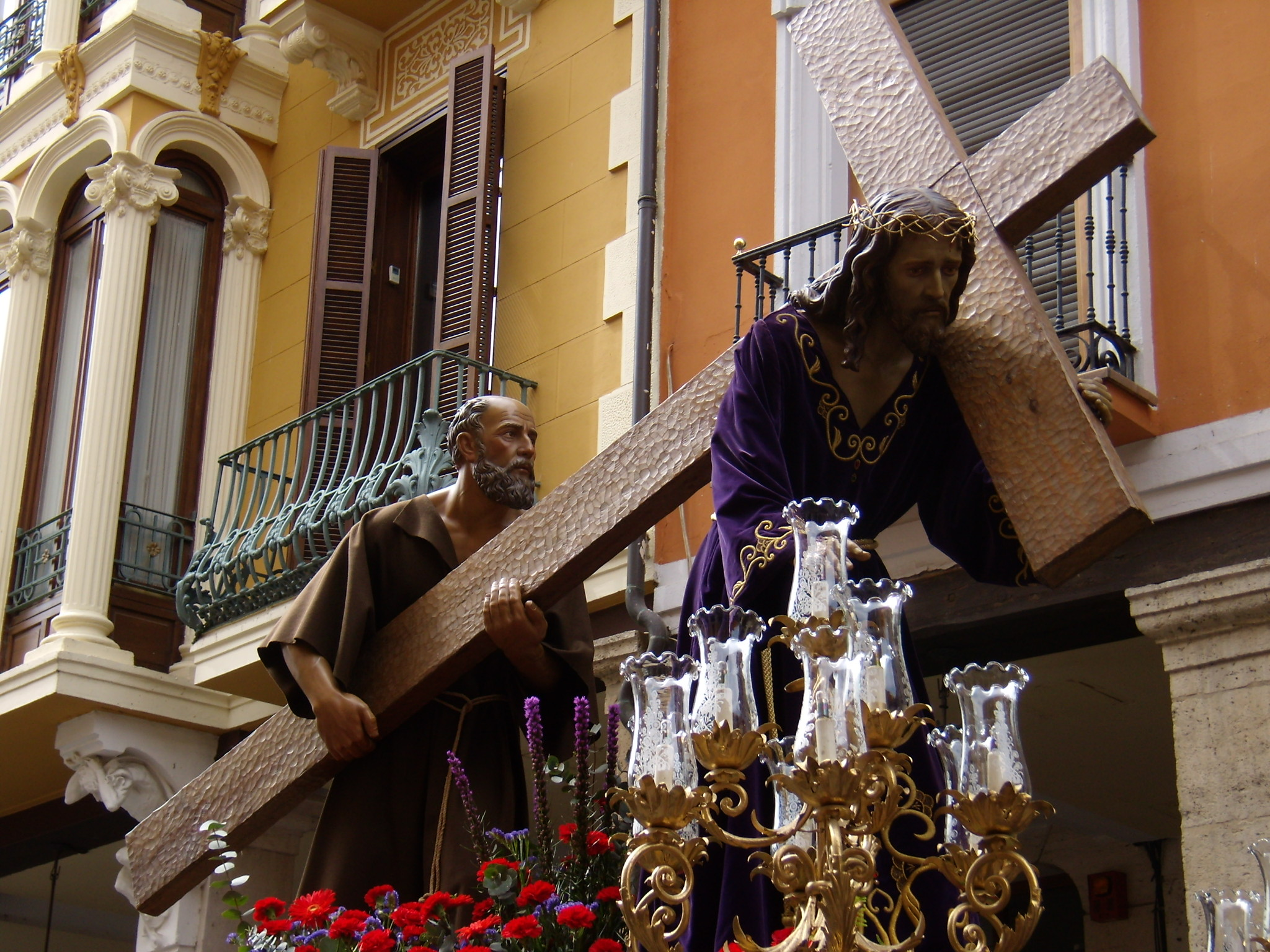
"Jesús Nazareno con el Cirineo" Vendredi Saint
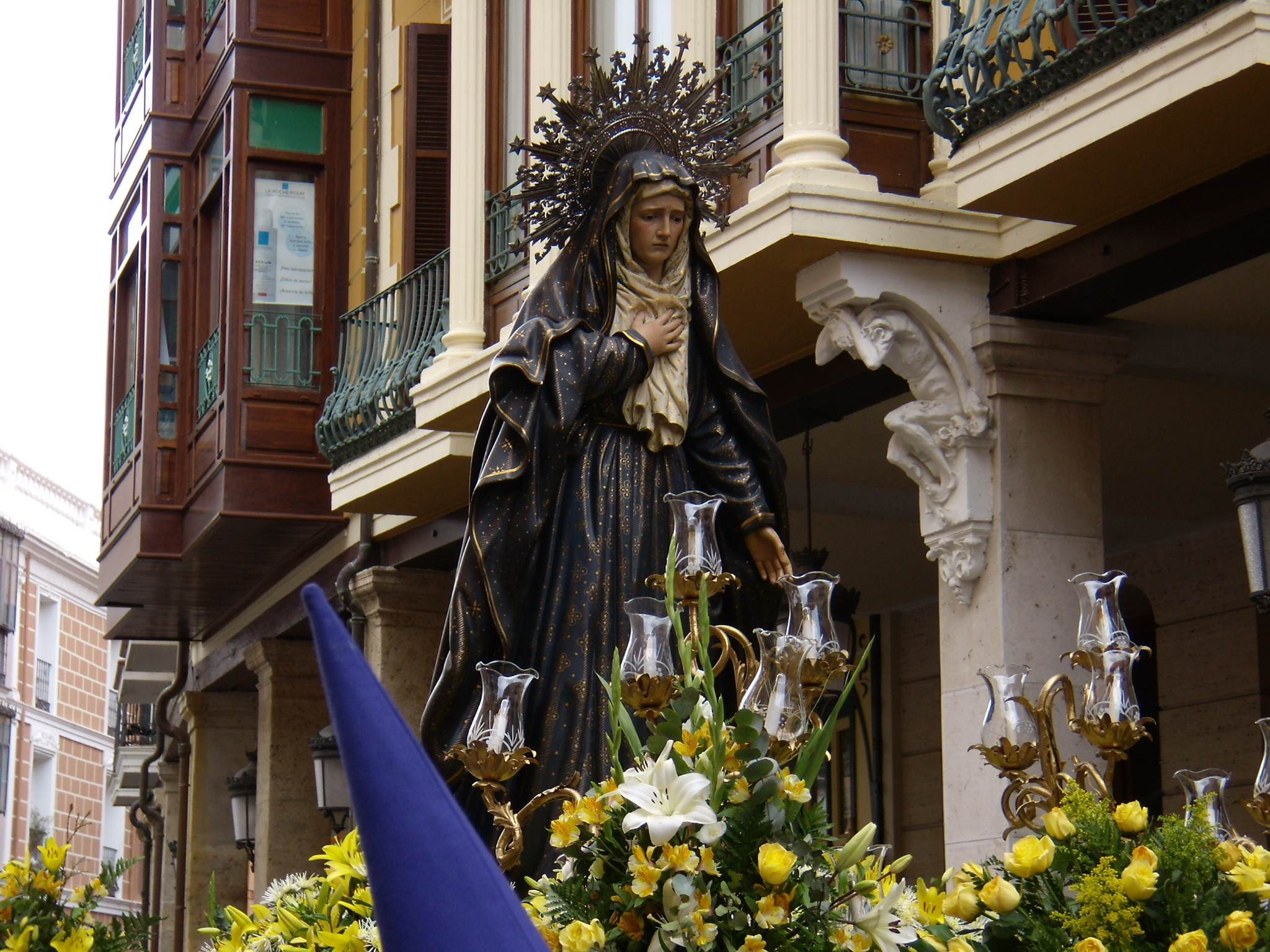
"Virgen de la Amargura" Vendredi Saint
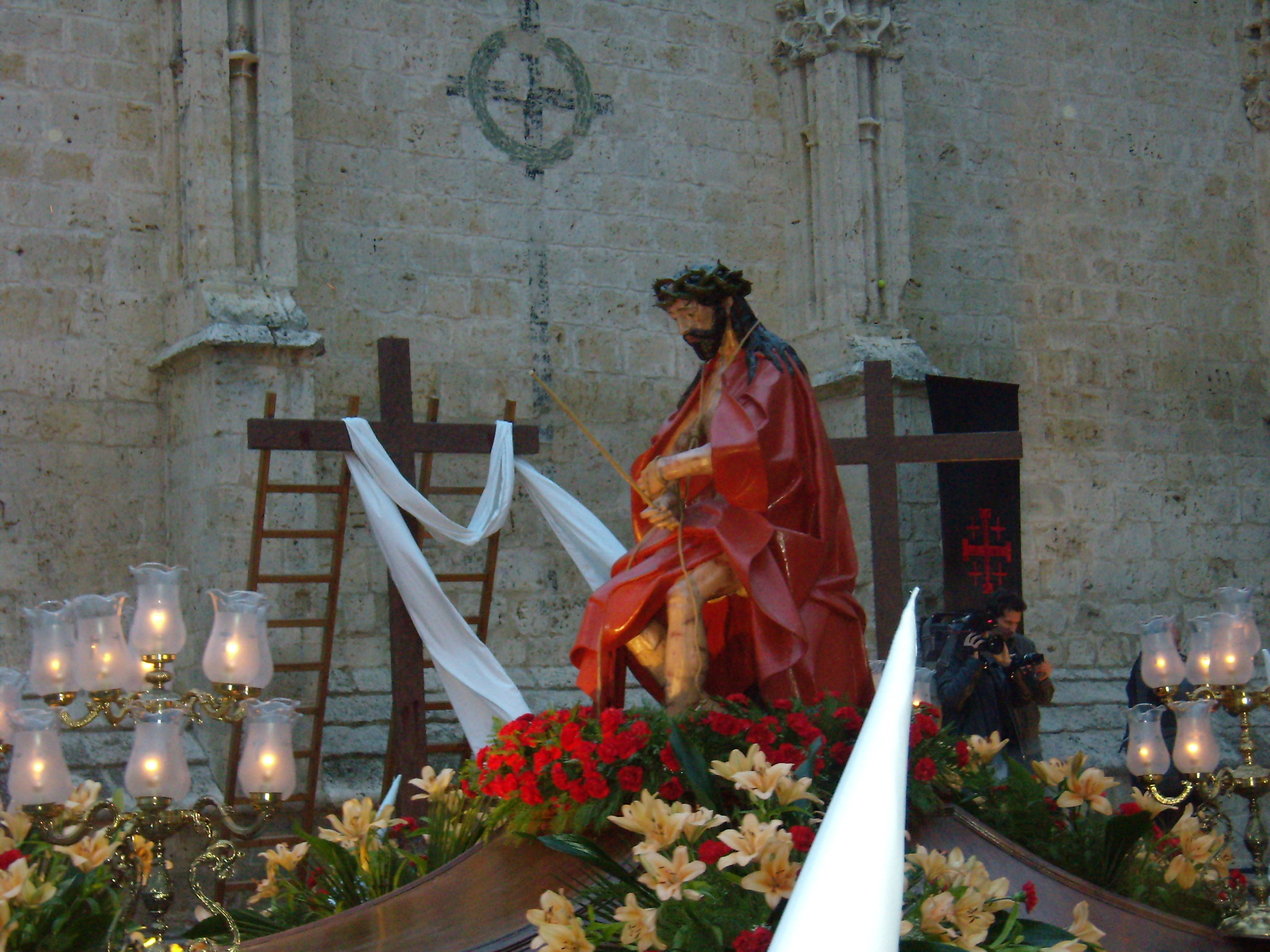
"Coronación de Espinas" Vendredi Saint
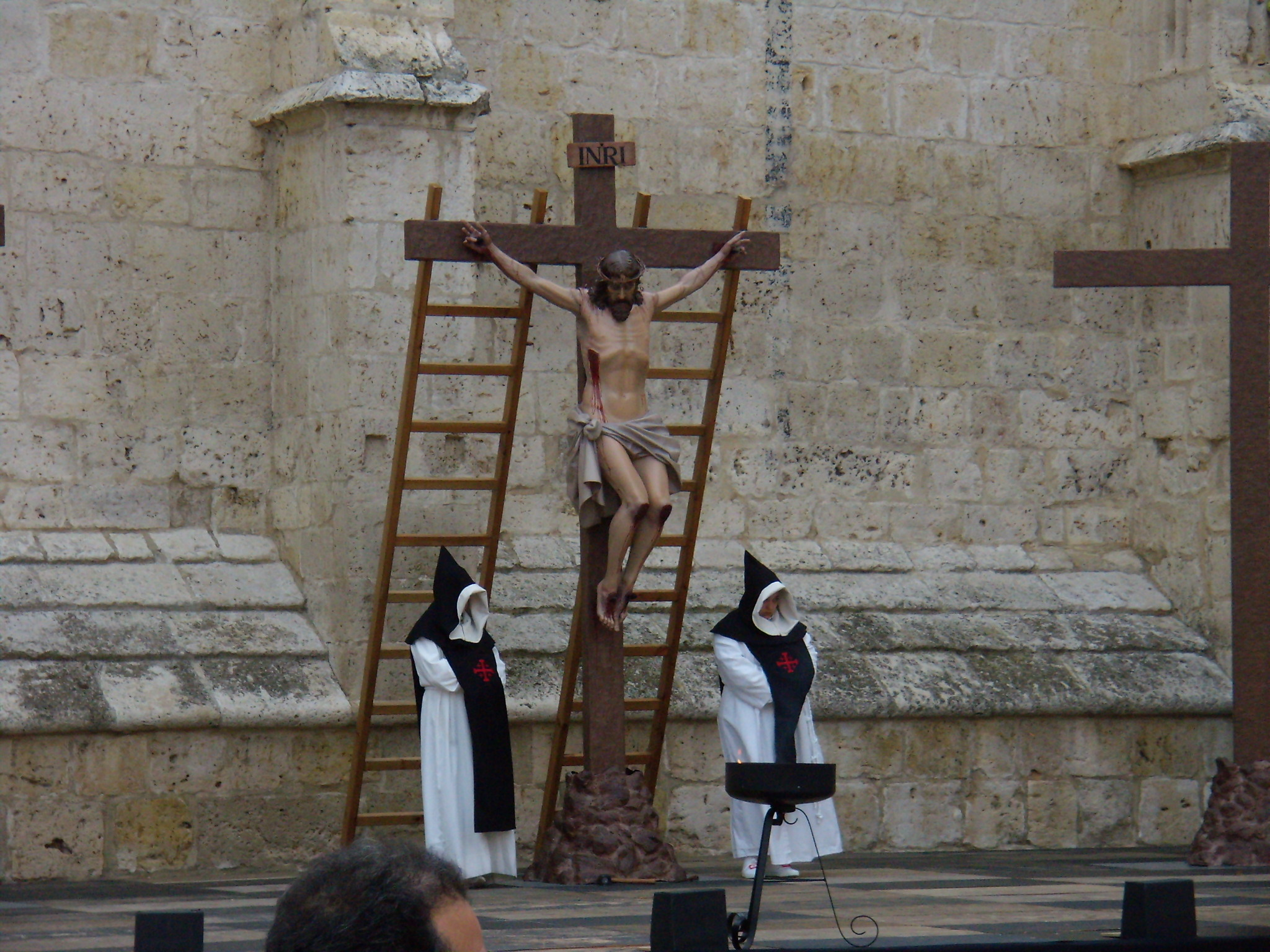
"Función del Descendimiento" Vendredi Saint
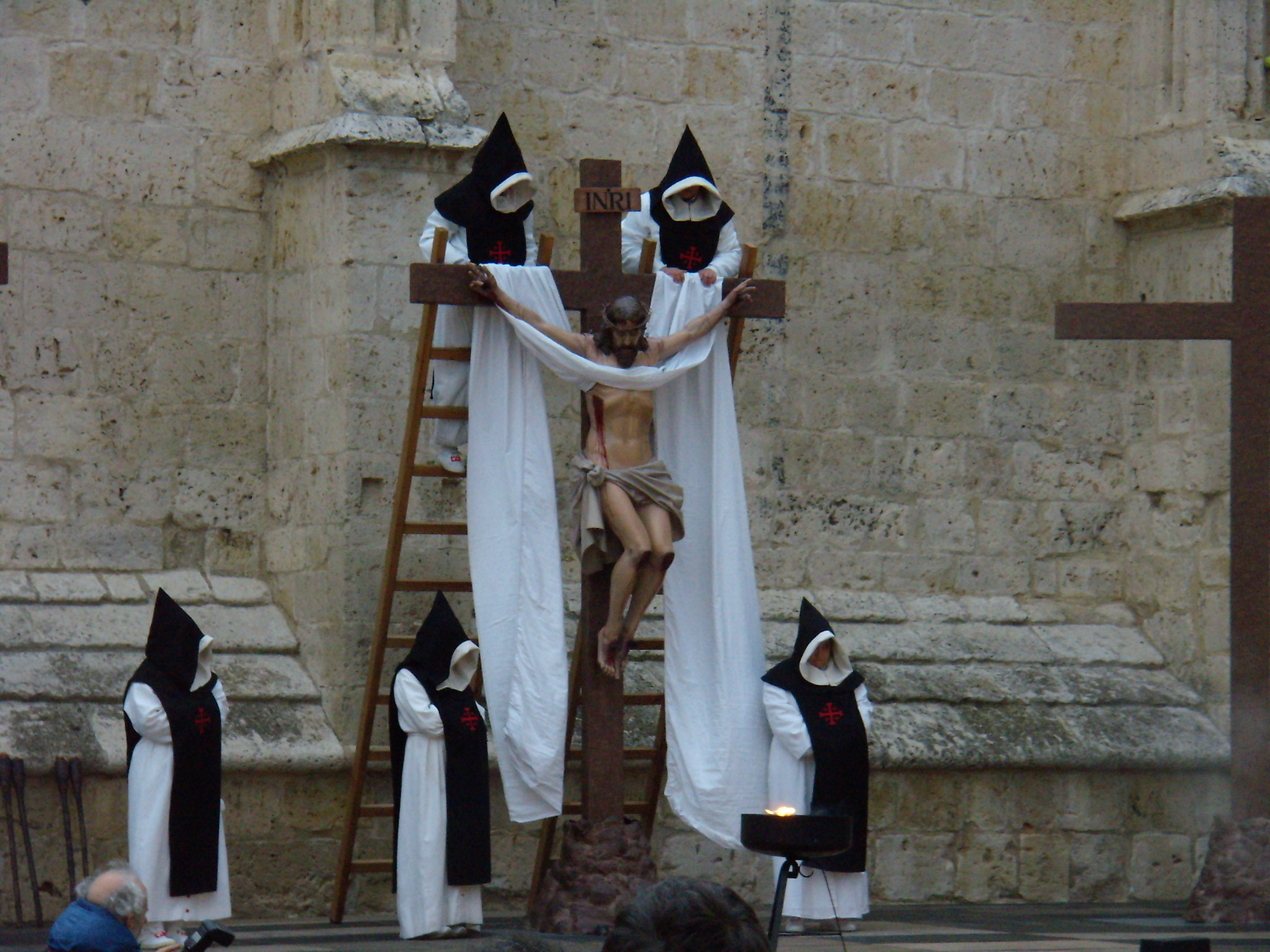
"Función del Descendimiento" Vendredi Saint
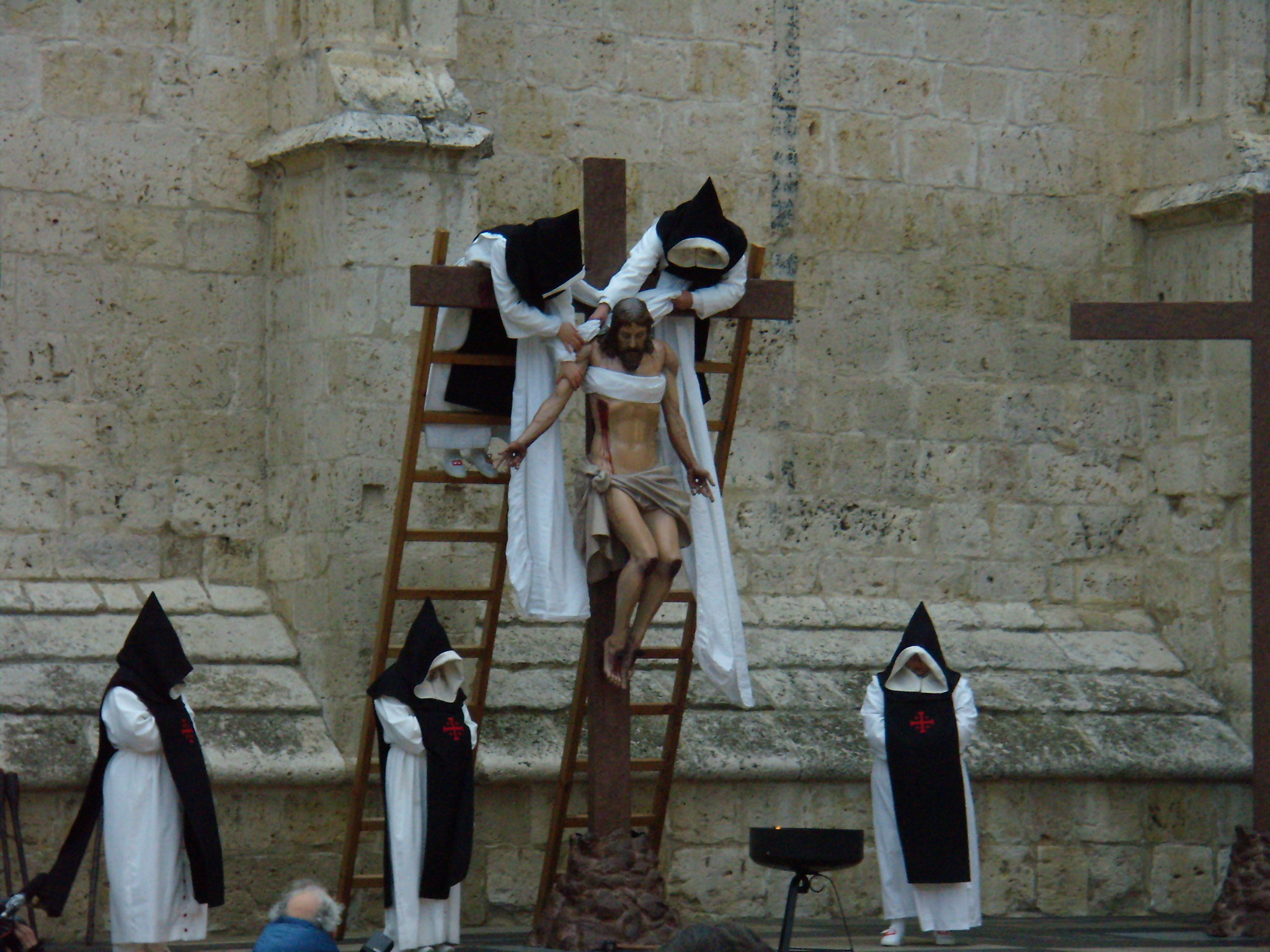
"Función del Descendimiento" Vendredi Saint
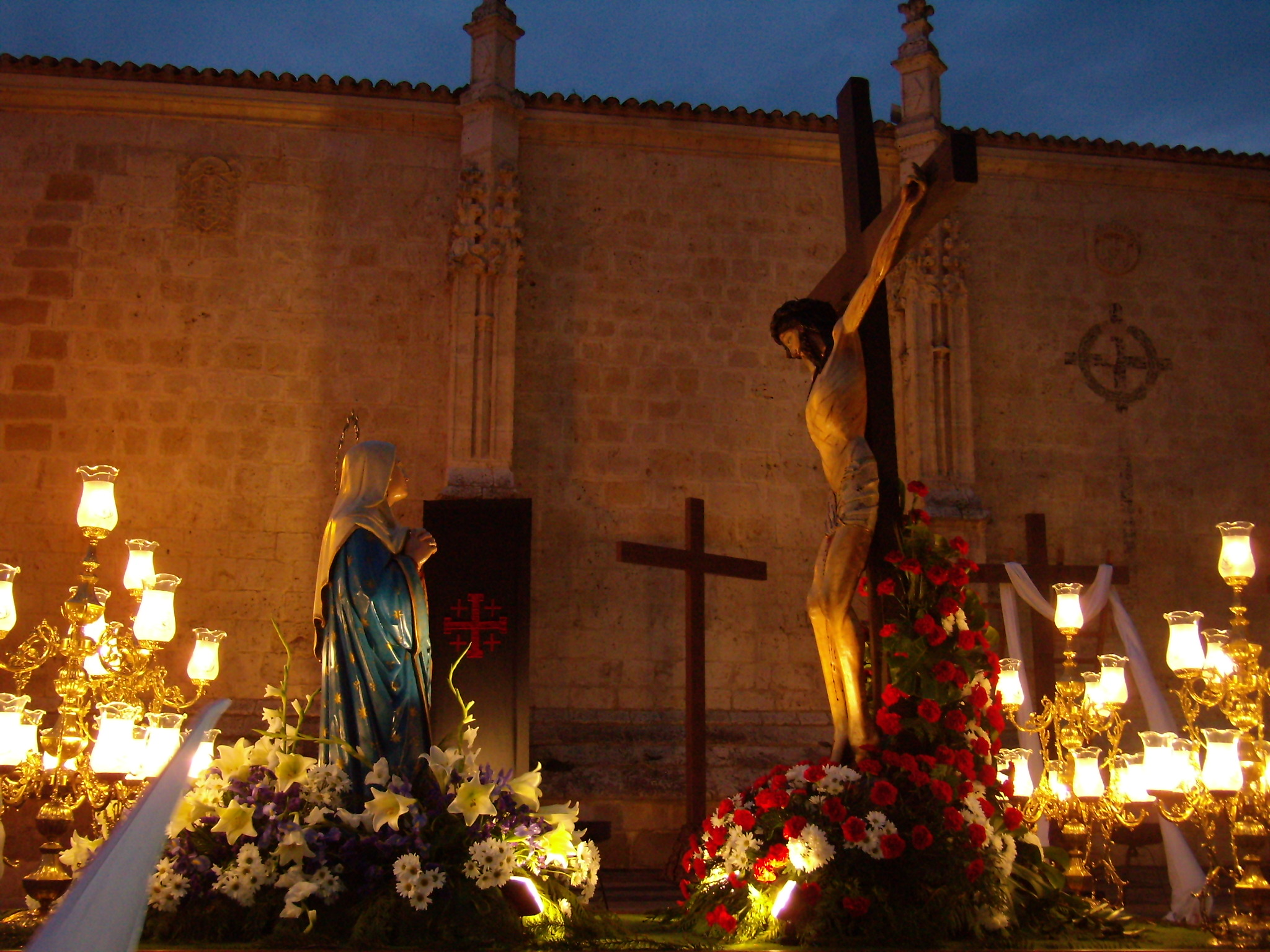
"Jesús Crucificado y Nuestra Madre Dolorosa" Vendredi Saint